# Miki Kanie
Miki Kanie, född 4 december 1988 i Gifu, Japan, är en japansk bågskytt som tog OS-brons i lagtävlingen vid de olympiska bågskyttetävlingarna 2012 i London.